# Kiefferophyes leei
Kiefferophyes leei är en tvåvingeart som beskrevs av Freeman 1961. Kiefferophyes leei ingår i släktet Kiefferophyes och familjen fjädermyggor. Inga underarter finns listade i Catalogue of Life.